# Дюран, Ашер Браун
А́шер Бра́ун Дюран (также Дьюра́нд англ. Asher Brown Durand; 1796, Мейплвуд, Нью-Джерси — 1886, Мейплвуд) — американский художник, график и иллюстратор.

## Биография
Ашер Дюран был первым американским художником, писавшим пейзажи на природе. Брат гравёра Сайруса Дюрана (1787—1868), а также ювелира и гравёра Джона Дюрана (1792—1820). Родился в семье часовщика и серебряных дел мастера, восьмым из 11 детей в семье.
В 1812—1817 годах учился на гравёра. В 1823 году выгравировал Декларацию Независимости по картине Джона Трамбулла, что создало ему репутацию одного из талантливейших гравёров страны. А. Дюран был одним из основателей нью-йоркской Национальной Академии Дизайна в 1825 году, был президентом этой Академии в 1845—1861 годах. Как художник Дюран вначале больше интересовался графикой, затем — приблизительно с 1830 года — масляной живописью. В 1837 году он, в сопровождении своего друга, Томаса Коула, совершает путешествие по Анирондакским горам, после чего начинается увлечение Дюрана пейзажем. Ежегодно летом он отправляется на эскизы в Анирондак, Кэтскиллс или нью-хэмпширские Уайт-Маунтинс, откуда привозит сотни набросков карандашом и масляной краской. Эти работы позднее были отнесены к так называемой Школе реки Гудзон.
В мае 2005 года на аукционе в Нью-Йорке за полотно А. Б. Дюрана «Родственные души», написанное в 1849 году, в память о Томасе Коуле, умершем годом ранее, было уплачено около 35 миллионов долларов. В 2007 в Бруклинском музее состоялась выставка работ художника, на которой были представлены более 60 его полотен.

## Галерея
- Родственные души (1849)
- Сценка на реке Гудзон (1846)
- Пейзаж на Гудзоне
- Портрет Джорджианы Франсез Адамс (1835)
- Облака над Гудзоном
- В лесу (1855)
- Лесной пейзаж (1855)
- Деревья
- Портрет Соломона ван Ренселера
- Музидора (1825)